# Àrabs del Khuzestan
Els àrabs del Khuzestan són una minoria ètnica de l'Iran que viu a la província del Khuzestan, fronterera amb el sud de l'Iraq.

## Pobles i cultura
La majoria dels àrabs del Khuzestan s'identifiquen com a pertanyents a les tribus següents:
- Bani Kaab (la més gran)
- Bani Lam
- Bani Saleh
- Bani Torof
- Bani Tamim
- Bani Marvan
- al-Khamiss
- Kassir
- Bavi
- Kenane
- Anizah[3]

Moltes tribus tenen una herència comuna i mantenen costums originals. Un percentatge petit encara són nòmades. Es concentren a la zona occidental de la província. la gran majoria són musulmans xiïtes, amb algunes minories de sunnites, jueus i cristians.

## Tradicions
Segons el Projecte de Minories en Risc 2001, tant els urbans com els rurals són barrejats amb perses, turcs i luris que viuen a la província, i els matrimonis mixts són freqüents. Malgrat això, els àrabs de l'Iran es consideren una minoria ètnica de l'Iran i un grup separat i distint dels no àrabs.
Els grups tribals del Khuzestan tenen una rica i detallada tradició oral, una pràctica que ha sobreviscut malgrat la seva introducció en la vida moderna. La literatura oral de les tribus àrabs és fortament influïda pel misticisme poètic de la Msha'sha'iya.
Ahmad Kasravi (The Forgotten Kings i The Five Hundred Year History of Khuzestan).

## Llengua
La majoria dels àrabs del Khuzestan són bilingües, i parlen àrab com a llengua materna i persa com a segona llengua. La seva parla, com els dialectes àrabs de Mesopotàmia, es caracteritza pels girs i manlleus del persa i és de difícil comprensió per a altres parlants àrabs.
Tanmateix, el dialecte del Khuzestan no és matèria d'ensenyament a les escoles públiques, on hi ha una forta diversitat ètnica, i no hi ha escoles privades específiques per als àrabs del Khuzestan. Nogensmenys, sí que es pot estudiar tant l'àrab literari com l'àrab clàssic, força diferents del parlat a la regió, ja que és matèria obligatòria a secundària.

## Història

### Orígens
El periodista àrab de l'Iran Yusef Azizi Bani-Torof, en un discurs del 1999, afirma que els avantpassats històrics dels àrabs del Khuzestan "procedeixen de sis tribus. Ells es consideren procedents d'un avantpassat comú i podem veure això a l'Aalam al-Insab." Bani-Torof també ha dit que "el poble àrab del Khuzestan no són araboparlants. Amb això vull dir que no són perses, kurds o lurs que canviaren la llengua per l'àrab i ara són considerats araboparlants. La manera correcta de referir-s'hi és araboperses, arabokhuzestanesos o araboahwazi."
Segons l'Encyclopaedia Iranica, tribus àrabs com els Bakr bin Wael i Bani Tamim s'assentaren al Khuzestan durant la dinastia sassànida. Durant el període Umayyad, molts grups àrabs de les tribus Hanifa, Tamim, i Abd al-Qays travessaren el Golf Pèrsic i ocuparen alguns dels territoris rics de Bàssora al voltant d'Ahvaz i a Fars durant la Segona Guerra Civil Islàmica de 661-665/680-684. En el segle x, una tribu àrab anomenada Asad es traslladà al Khuzestan (vegeu Encyclopaedia Iranica, p. 216).
En els darrers anys del segle xvi, els Bani Kaab, originaris de l'actual Kuwait, s'assentaren al Khuzestan i durant els segles successius moltes tribus àrabs es traslladaren del sud d'Iraq cap a la província, i com a resultat, el Khuzestan fou "extensivament arabitzat."
Ahmad Kasravi escrigué a The Forgotten Kings que els "àrabs immigraren a l'Iran més tard que a Síria i a l'Iraq, la qual cosa és inqüestionable, i hom creu que la data de l'emigració fou uns segles anteriors a la islamització i durant els primers anys de la dinastia sassànida. Durant l'era dels parts les portes de l'Iran eren obertes als àrabs... però és cert que durant l'era dels parts les tribus àrabs vivien a les províncies de Kerman, Khuzestan, Bahrain i Fars."

### L'era Pahlavi
Durant els 1930 Reza I de l'Iran i el seu successor, Mohammad Reza Pahlavi, aprovaren mesures polítiques per a suprimir el nomadisme i els costums tribals, i destruir una possible resistència per part dels habitants locals. Els àrabs del Khuzestan foren particularment vigilats pels governs dels Pahlavi. Molts àrabs de la regió alimentaren un fort ressentiment contra el govern central com a resultat de la prohibició de publicar diaris locals en àrab i d'ensenyar l'àrab del Khuzestan a les escoles públiques, així com per expulsar els grups tribals de llurs terres per tal d'oferir facilitats d'establiment a les indústries del petroli.

### La guerra entre l'Iran i l'Iraq
La Guerra entre l'Iran i l'Iraq fou presentada per Saddam Hussein com un nou episodi del conflicte mil·lenari entre àrabs i perses (vegeu Batalla d'al-Qādisiyyah). La propaganda del govern iraquià afirmava que les intencions de Saddam era alliberar els àrabs del Khuzestan de l'opressió dels perses. Però, mentre que només uns pocs d'ells travessaren la frontera i s'uniren a les forces iraquianes, la majoria van romandre fidels al govern iranià i combateren contra les tropes iraquianes.

## Estatut actual dels àrabs del Khuzestan
Després que el 1908 es descobrís petroli al Khuzestan, la majoria dels habitants de la província eren àrabs nòmades o sedentaris. El creixement de la indústria del petroli i les posteriors polítiques dels governs iranians capgiraren la composició demográfica. Hi ha força immigració a la província des d'altres parts de l'Iran, i com a resultat els àrabs ara són una minoria a la regió.
No hi ha estadístiques fiables de la proporció exacta de cada ètnia o llengua parlada per a cada comunitat. El govern iranià no ha elaborat estadístiques durant molt temps. El CIA World Factbook estima que el 3% dels 68,017,860 habitants de l'Iran són àrabs, o sia, uns 2,040,540, dels quals la majoria viuen al Khuzestan, mentre que Elton Daniel a The History of Iran (Greenwood Press, 2001), afirma que els àrabs de l'Iran "són concentrats a la província de Khuzistan i el seu nombre és de mig milió" (pg. 14). L'Historical Dictionary of Iran afirma que són 1 milió. (J. Lorentz, 1995, p172).
Segons l'Encyclopædia Britannica, "Més de la meitat de la població són àrabs que viuen a les planures; la resta són bakhtyaris i lurs (pobles de Pèrsia Occidental), i molts perses a les ciutats. Alguns dels bakhtyaris i lurs encara són nòmades."
Segons el Human Rights Watch, és impossible d'obtenir xifres exactes de la composició ètnica de la població de l'Iran. El darrer cens on es recollien aquestes dades es va fer el 1956. HRW, informe de 1997, més tard assenyala que els "els àrabs són el 70% dels tres milions d'habitants del Khuzestan".
Tanmateix, segons Yusef Azizi Bani-Torof en una conferència a la Universitat Industrial d'Esfahan el 1999, basà la seva informació d'un cens provincial no oficial elaborat el 1996 pel Centre d'Estudis de l'Iran i publicat el 1997.